# 張旍
張旍（1499年—？），字邦建，號清涯，山東濟南府長清縣人，軍籍，明朝政治人物。

## 生平
嘉靖四年（1525年）乙酉科山東鄉試第十七名舉人。嘉靖八年（1529年）中式己丑科會試第一百四十二名，登第二甲第二十二名進士。授南京户部主事。

## 家族
曾祖張欒；祖父張龍；父張禎，曾任訓導。前母王氏；母李氏。慈侍下。兄张旂（府同知）；张旄（贡士）。